# Chisocheton patens
Chisocheton patens är en tvåhjärtbladig växtart som beskrevs av Carl Ludwig von Blume. Chisocheton patens ingår i släktet Chisocheton och familjen Meliaceae. Inga underarter finns listade i Catalogue of Life.